# Prínia de Myanmar
La prínia de Myanmar (Prinia cooki) és una espècie d'ocell passeriforme del gènere prinia que pertany a la família Cisticolidae.
Aquesta i la prínia d'Annam (P. rocki) anteriorment estaven agrupades amb la prínia bruna (P. polychroa) com a prínia marró.

## Distribució
Es troba al sud-est asiàtic, on es distribueix des del centre de la part occidental de Myanmar fins a l'extrem occidental de Tailàndia i Laos, i al nord fins al sud de la província de Yunnan a la Xina.
És monotípic i no té subespècies conegudes. Es va separar de P. rocki i P. polychroa després d'un estudi filogenètic publicat el 2019.